# Корма (Октябрьский район)
Корма (бел. Карма) — деревня в Любанском сельсовете Октябрьского района Гомельской области Белоруссии.

## География

### Расположение
В 27 км на восток от Октябрьского, 31 км от железнодорожной станции Рабкор (на ветке Бобруйск — Рабкор от линии Осиповичи — Жлобин), 253 км от Гомеля.

## Гидрография
На юге, востоке и севере мелиоративные каналы.

## Транспортная сеть
Транспортные связи по просёлочной, затем автомобильной дороге Октябрьский — Озаричи. Планировка состоит из двух коротких прямолинейных меридиональных улиц. На западе — короткая улица, ориентированная с юго-востока на северо-запад. Жилые дома деревянные, усадебного типа.

## История
По письменным источникам известна с XIX века. В 1857 году собственность казны. В 1930 году организован колхоз «Новая Корма», работала кузница. Во время Великой Отечественной войны партизаны разгромили созданный немецкими оккупантами опорный пункт. В апреле 1942 года каратели полностью сожгли деревню и убили 57 жителей. 22 жителя погибли на фронте. Согласно переписи 1959 года в составе колхоза «1 Мая» (центр — деревня Гороховищи).

## Население

### Численность
- 2004 год — 17 хозяйств, 29 жителей.

### Динамика
- 1857 год — 14 дворов, 62 жителя.
- 1908 год — 28 дворов, 242 жителя.
- 1940 год — 49 дворов, 203 жителя.
- 1959 год — 181 житель (согласно переписи).
- 2004 год — 17 хозяйств, 29 жителей.